# Sucre-oenomètre

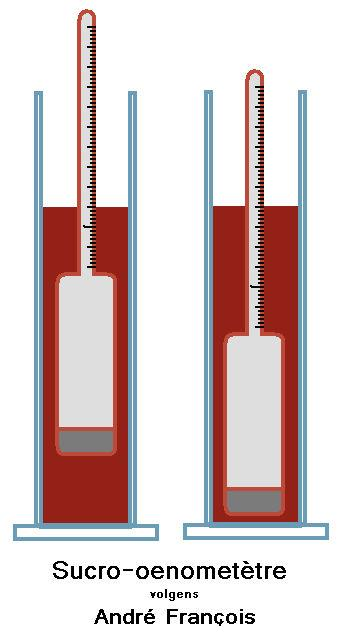
Suikermeter volgens het patent van André François

Een sucre-oenomètre is een toestel waarmee eenvoudig het suikergehalte van een vloeistof, meestal most of wijn, kan worden bepaald. De sucre-oenomètre werd in 1837 door de apotheker André François in Châlons-sur-Marne uitgevonden.
De keldermeesters in de Champagne hadden dringend behoefte aan een methode om betrouwbaar het suikergehalte van de stille champagne te kunnen meten. Wanneer zij op hun smaak afgingen konden zij slechts gissen omdat de zuren in de wijn de suikers maskeren. 
Wanneer aan de stille champagnes een liqueur de tirage met te veel suiker werd toegevoegd zou het gist in de fles bij de gisting op fles, de zogenaamde "prise de mousse" zorgen voor meer dan de gewenste 5 of 6 atmosfeer druk. De gist zou dan zoveel suiker tot alcohol en koolzuur omzetten dat de fles zou ontploffen. In 1828, een "année de la grande casse" waren tot 80% van alle gelagerde flessen ontploft. Dat was niet alleen een economische ramp; de kelders waren in dat voorjaar levensgevaarlijk om te betreden.
Wanneer er bij de prise de mousse te weinig restsuiker en toegevoegde suiker aanwezig zou zijn dan zal de champagne niet smaken en er zouden te weinig bubbeltjes koolzuur vrijkomen wanneer de fles werd ontkurkt.
De oenometer van François gaat uit van het principe dat 1000 gram water ook 1000 gram vloeistof verdringt en zo een opwaartse kracht op een vlotter veroorzaakt. Wanneer de wijn veel suiker bevat zal de verzwaarde glazen vlotter sterk omhoog worden gedrukt. In wijn met weinig suiker kan de vlotter diep zinken.
Op de steel van de glazen vlotter is een gekalibreerde schaalverdeling aangebracht waarop maten tussen 980 en 1100 zijn geëtst. 
Most bevat 15 tot 23% suiker, Stille champagne bevat, afhankelijk van het jaar, weinig of geen restsuiker meer. François berekende ook hoeveel suiker aan de stille wijn moest worden toegevoegd voor een optimaal resultaat en hij publiceerde daarvoor een tabel. De conservatieve wijnboeren in de Champagne wilden het nieuwe apparaat niet meteen gebruiken. Het waren de Duitsers die er het eerst hun voordeel mee deden. Pas na 1860 vond de sucre-oenomètre van François algemeen ingang in Frankrijk.
De meter kan ook worden gebruikt om te bepalen welke prijs de champagne- en wijnhuizen voor de druiven die zij inkopen betalen. 
De sucre-oenomètre en de suiker in de liqueur de tirage hebben met de al dan niet zoete smaak van de aan de klanten geleverde champagne niets te maken; of een champagne een "brut" of een "sec" is hangt af van de liqueur d'expédition.